# Карлсдорф-Нојтард
Карлсдорф-Нојтард (њем. Karlsdorf-Neuthard) општина је у њемачкој савезној држави Баден-Виртемберг. Једно је од 32 општинска средишта округа Карлсруе. Према процјени из 2010. у општини је живјело 9.795 становника. Посједује регионалну шифру (AGS) 8215103.

## Географски и демографски подаци
Карлсдорф-Нојтард се налази у савезној држави Баден-Виртемберг у округу Карлсруе. Општина се налази на надморској висини од 110 метара. Површина општине износи 14,0 km². У самом мјесту је, према процјени из 2010. године, живјело 9.795 становника. Просјечна густина становништва износи 699 становника/km².

## Међународна сарадња
| Мјесто       | Држава   | Врста сарадње | Од    |
| ------------ | -------- | ------------- | ----- |
| Њергешујфалу | Мађарска | партнерство   | 2000. |
| Извор        |          |               |       |